# Pegaso Comet 1062/1066
 (octobre 2021).
La mise en forme du texte ne suit pas les recommandations de Wikipédia : il faut le « wikifier ».
Les points d'amélioration suivants sont les cas les plus fréquents :
- Les titres sont pré-formatés par le logiciel. Ils ne sont ni en capitales, ni en gras.
- Le texte ne doit pas être écrit en capitales (les noms de famille non plus), ni en gras, ni en italique, ni en « petit »…
- Le gras n'est utilisé que pour surligner le titre de l'article dans l'introduction, une seule fois.
- L'italique est rarement utilisé : mots en langue étrangère, titres d'œuvres, noms de bateaux, etc.
- Les citations ne sont pas en italique mais en corps de texte normal. Elles sont entourées par des guillemets français : « et ».
- Les listes à puces sont à éviter, des paragraphes rédigés étant largement préférés. Les tableaux sont à réserver à la présentation de données structurées (résultats, etc.).
- Les appels de note de bas de page (petits chiffres en exposant, introduits par l'outil «  Source ») sont à placer entre la fin de phrase et le point final[comme ça].
- Les liens internes (vers d'autres articles de Wikipédia) sont à choisir avec parcimonie. Créez des liens vers des articles approfondissant le sujet. Les termes génériques sans rapport avec le sujet sont à éviter, ainsi que les répétitions de liens vers un même terme.
- Les liens externes sont à placer uniquement dans une section « Liens externes », à la fin de l'article. Ces liens sont à choisir avec parcimonie suivant les règles définies. Si un lien sert de source à l'article, son insertion dans le texte est à faire par les notes de bas de page.
- La présentation des références doit suivre les conventions bibliographiques. Il est recommandé d'utiliser les modèles {{Ouvrage}}, {{Chapitre}}, {{Article}}, {{Lien web}} et/ou {{Bibliographie}}. Le mode d'édition visuel peut mettre en forme automatiquement les références.
- Insérer une infobox (cadre d'informations à droite) n'est pas obligatoire pour parachever la mise en page.

Pour une aide détaillée, merci de consulter Aide:Wikification.
Si vous pensez que ces points ont été résolus, vous pouvez retirer ce bandeau et améliorer la mise en forme d'un autre article.
Les Pegaso Comet 1062 et 1066 sont des camions lancés à partir de 1964 et qui ont beaucoup contribué au système de transport de l'Espagne du général Franco. Ce sont les premiers modèles multi-essieux du constructeur espagnol, imitant les fameux mille-pattes italiens. Ils ont été fabriqués par le constructeur espagnol ENASA à partir de 1964 jusqu'en 1978.

## Histoire
Après avoir lancé la production de son premier camion en 1946, l'Hispano-Suiza 66G renommé Pegaso I, offrant 7 tonnes de charge utile, à la suite de la nationalisation d'Hispano-Suiza et son intégration dans l'INI - Instituto Nacional de Industria pour créer le nouveau constructeur national espagnol ENASA, les dirigeants espagnols décident de moderniser l'offre avec deux nouveaux modèles, les Z-207 "Barajas" et Z-206 "Cabezón", toujours conçus sous la direction de W. Ricart.
Malheureusement, les camions conçus par Wifredo Ricart, les Pegaso Z.207 Barajas et Z-206 sont très coûteux à fabriquer mais aussi à entretenir. De plus, en 1960 un concurrent apparaît sur le marché espagnol fermé, Barreiros SA, nouveau constructeur privé qui fabrique des camions lourds de conception plus simple, plus fiables et à des prix inférieurs de moitié. Cette nouvelle donne va obliger la holding d'Etat INI, dont Pegaso est une des filiales, à écarter Wifredo Ricart de la direction de Pegaso et le remplacer par Claudio Boada qui va abandonner tous les projets avant-gardistes et très coûteux de son prédécesseur et s'orienter vers des produits plus simples, moins coûteux à fabriquer et donc plus compétitifs. Il va immédiatement remplacer la gamme Z-207 "Barajas" par la nouvelle série Pegaso Comet, beaucoup plus conventionnelle, bien moins chère et qui va obtienir un grand succès commercial face au concurrent Barreiros. Ils se révéleront d'une excellente fiabilité, ce qui explique leur énorme succès pendant plus d'une décennie. La série "Comet" a été réalisée sous licence et intègre de nombreux composants, dont les moteurs, Leyland Motors.
Cette vaste série reprend la cabine en tôle ondulée de l'ancien Z-207 Barajas, caractéristique de tous les camions Pegaso de l'époque, adaptée à la largeur du nouveau véhicule, en version courte.
Après avoir produit un grand nombre de modèles de toutes tailles et puissance, Pegaso profite de la énième modification des règles espagnoles fixant les charges limites autorisées selon la configuration des véhicules pour lancer les versions à essieux multiples, 6x2/2 et 8x2 dont la circulation sur le territoire venait d'être autorisée, en respectant la charge maximale de 10 tonnes à l'essieu.

## Les Pegaso Comet 1062/1066
Ce sont les premiers camion porteurs 6x2/2 et 8x2 produits et commercialisés par le constructeur espagnol après une série de prototypes restés sans suite, les Pegaso Z-211/Z-212. 
Comme Fiat en Italie, Pegaso se lance dans la production de camions multi-essieux. Si les porteurs italiens du type 6x2/2 étaient surtout destinés à être transformés en 8x2 par adjonction d'un 4ième essieu autodirecteur et relevable, les Pegaso 1062 dans cette configuration n'ont quasiment jamais subi de transformation, peut être parce que Pegaso offrait une version 8x2 directement à son catalogue, le Pegaso 1066 avec un 4ième essieu autodirecteur non relevable du spécialiste italien en la matière Acerbi, conforme aux règles espagnoles. 
Pour répondre à la demande des transporteurs d'augmenter la charge utile des camions porteurs pour ne pas devoir y adjoindre une remorque, et comme la nouvelle réglementation espagnole l'autorisait, Pegaso lance, en 1964, un modèle porteur 6x2 mais avec le 3ème essieu arrière tracté autodirecteur Acerbi, comme sur les camions italiens à la différence près que cette version espagnole n'est pas relevable. Cette typologie n'a pas été très diffusée en Espagne contrairement à la version 6x2/2 avec double essieu directeur.

## Le Pegaso Comet 1062
En fin d'année 1961, Pegaso lance son premier modèle de série en version 6x2/2, un camion lourd comportant 2 essieux directeurs, le Pegaso Comet 1062. Il conserve toute la mécanique du Pegaso Comet 1060 en version 4x2, moteur 6 cylindres Pegaso 9000 (Licence Leyland) de 10.169 cm3 développant 165 ch SAE. Son PTAC est de 24 tonnes.
Au printemps 1964, Pegaso augmente la cylindrée du moteur "9000" de 10,17 à 10,52 litres rebaptisé "Pegaso 9105", développant 200 ch qu'il monte sur le camion "1062" avec une boîte à 2x4 rapports et un pont à double réduction, renommé Pegaso 1063. Le PTAC passe alors à 26 tonnes, soit l'équivalent du Pegaso 3060 en version chantier 6x4.  
Une version du "1063" équipé d'un pont plus court, peut tracter une remorque pour obtenir un PTRA de 32 tonnes (PTRA porté à 38 tonnes en 1967) mais avec une vitesse limitée à 68 km/h.
Le Pegaso 1062 a été fabriqué à 899 exemplaires de 1962 à 194, suivi par le Pegaso 1063, de 1964 à 1968, puis le Pegaso 1063A de 1968 à 1972. Le Pegaso 1063 a été produit à 5.052 exemplaires au total.

## Le Pegaso Comet 1066
En 1964, Pegaso lance le premier camion à 4 essieux de la marque, le fameux Pegaso 1066 en version 8x2 avec, comme les mille-pattes italiens de l'époque (Fiat 690), 2 essieux directeurs à l'avant et un essieu moteur plus un essieu simple autodirecteur Acerbi tracté à l'arrière.
Sur les poids lourds espagnols, ce 4ème essieu arrière autodirecteur est un modèle italien Acerbi fabriqué sous licence, qui suit le véhicule en s'orientant en virage. Un système pneumatique de blocage par le conducteur permet de le maintenir aligné lors des manœuvres en marche arrière. Contrairement à la version montée sur les camions italiens où le relevage est systématique, la version espagnole n'est pas relevable.
Le PTAC du Pegaso 1066 était de 32 tonnes en 1964, porté à 34 tonnes en 1967 et à 35,5 t en 1969.

## Le Pegaso Comet 1064
Pour compléter le cadre des multi-essieux, Pegaso a présenté, en 1964, une version "traditionnelle" de la version 6x2 avec le Pegaso 1064 avec un 3ème essieu arrière tracté autodirecteur, version semblable aux versions italiennes. Il était équipé du même moteur que les Pegaso 1063 et 1066, le moteur Pegaso 9105 de 10.518 cm3 développant 200 ch. Le PTAC est de 26 tonnes, comme pour le Pegaso 1063.

## Les versions Turbo
C'est à partir de 1964 que Pegaso présente son premier moteur équipé d'un turbo-compresseur KKK. Pegaso fait partie des motoristes précurseurs en la matière, tout comme les suédois Scania et Volvo ou l'italien Fiat qui utilisaient un turbocompresseur sur leurs moteurs diesel dès 1954.
Progressivement, toute la gamme va être équipée de moteurs "Turbo" avec le moteur Pegaso 9109/1 dérivé de l'ancien moteur atmosphérique 9105 de 10.518 cm3 dont la puissance passe de 200 à 260 ch. 
Le Pegaso 1063 est renommé 1063/50, le Pegaso 1066 devient 1066/50. Le Pegaso 1064 ne recevra jamais de moteur Turbo.

## Les dernières évolutions de la gamme
En 1967, le gouvernement espagnol fait évoluer, à nouveau, les charges maximales admises sur les véhicules routiers. les camions lourds 4x2 voient leur PTAC passer de 19 à 20,0 tonnes, les semi-remorques de 35 à 38 tonnes, les porteurs 6x2 de 24 à 26 tonnes, les 6x4 de 22,5 à 26 tonnes et les 8x2 de 32 à 34 tonnes.
Tous les modèles de la gamme "Comet" vont connaître une version ajournée baptisée "A" ou "A1" ou "B" pour être homologuées selon la nouvelle réglementation.

## Le Pegaso 2045 tracteur 6x2/2
Avec les nombreuses modifications du code de la route espagnol concernant les charges transportées, celle de 1967 autorise également l'introduction des tracteurs de semi-remorques en version 6x2/2 et 6x4.
Pegaso va alors lancer sur le marché espagnol en 1967, le Pegaso 2045 - tracteur en version 6x2/2 comportant 2 essieux directeurs, un empattement de 2,50 mètres (entre le 2ème essieu directeur et l'essieu arrière moteur). L'entraxe entre les 2 essieux directeurs, constant sur tous les véhicules de la marque, est de 1,30 mètre. Il reprend le moteur du "Pegaso 1063" de 200 ch avec sa boîte de vitesses à 2x4 rapports. Le PTRA est alors de 38 tonnes avec une vitesse maximale de 64 km/h. Lorsque les moteurs Turbo ont été fiables, à partir de 1969, le camion en a été équipé et a été renommé "2050/50".

## La Série "80"
À la fin des années 1960, la direction de Pegaso se rend à l'évidence que la cabine "Cabezón" est obsolète, les conditions de conduite des chauffeurs sont vraiment dépassées. L'Espagne souhaite entrer dans le Marché Commun (Europe des 6 de l'époque) et les camions Pegaso accusent un retard important face au concurrent national Barreiros et aux étrangers qui ne peuvent toujours pas entrer en Espagne. Pegaso lance alors l'étude d'une nouvelle gamme de camions qui remplacera la série "Comet" mais qui devra respecter les normes européennes, afin d'en permettre l'exportation vers les pays d'Europe lorsque cela sera possible. 
Les premiers prototypes vont circuler en Espagne dès la fin d'année 1971 et la nouvelle gamme sera présentée officiellement lors du Salon de l'Automobile de Barcelone en 1972. La série "Comet" va être progressivement remplacée par la série "80" équipés d'une toute nouvelle cabine très cubique, due au styliste italien Aldo Sessano. Coté moteur, le haut de gamme va devoir être équipé d'un nouveau moteur afin de respecter les critères italiens qui imposent une puissance minimale de 8 ch à la tonne soit 8 x 44 tonnes = 352 ch DIN.